# Barnförbjudet
Barnförbjudet är en svensk film från 1979 med regi och manus av Marie-Louise De Geer Bergenstråhle. I rollerna ses bland andra Ann Smith, Bibi Andersson och Rolf Skoglund.

## Handling
Filmen handlar om en flickas dröm om en födelsedagsfest.

## Om filmen
Filmen spelades in mellan den 16 oktober 1978 och den 17 januari 1979 i Filmhuset i Stockholm och på en cirkus i Köpenhamn. Fotograf var Lars Svanberg och klippare Kalle Boman. Filmen premiärvisades den 24 november 1979 på biografer i Stockholm.
Barnförbjudet har visats i SVT, bland annat i juni 2020, i december 2021 och i juli 2022.

## Rollista
- Ann Smith – den lilla flickan
- Bibi Andersson – flickans mamma
- Rolf Skoglund – flickans pappa
- Annalisa Ericson – flickans mormor
- Michael Segerström – Adler, grannen
- Grynet Molvig – mammans väninna
- Kal P Dal – den pigge ynglingen
- Sune Mangs – den fete i bussen
- Fred Åkerström – den hjälplösa pappan
- Malin Ek – mamman i gult på dagis
- Krister Henriksson – busschauffören
- Kicke Fagin – väninnans sällskap / rosen
- Isabella Kollman – dagisflickan med glasögon
- Hans-Peter Lundgren – den store pojken på dagis, den hjälplöse pappans son
- Mariella Ballardini – dagisflickan med hårknuten
- Joel Hultman	– den lilla ljushåriga dagispojken
- Philip Backström – dagispojken med de stora ögonen
- Ulrika Sundin	– pensionärsflickan på dagis
- Marcus Lindström – dagispojken med trehjulingen
- Carolina Wicksén – den magra dagisflickan
- Hanna Dygell – den tuffa lilla dagisflickan
- Henrik Evén – pensionärspojken på dagis
- Ulla-Britt Norrman – den gråtande personalflickan
- Johannes Brost – den hålögde personalpojken
- Sonja Hejdeman – den arga personalflickan
- Claire Wikholm – den vackra personalflickan
- Annikka Nuora – spädbarnsflickan
- Marita Thomson – punkare
- Björn Rye – punkare
- Christer Sörin – punkare
- Tonie Fritzdorf – punkare
- Ingmarie Svedberg – punkare
- Maria Svensson – punkare
- Karin Westfelt – punkare
- Peter Björklund – punkare
- Katti Flemström – punkare
- Sonny Benneweis – Sonny Benneweis
- Nelly Benneweis – Nelly Benneweis